# 裸體日曆

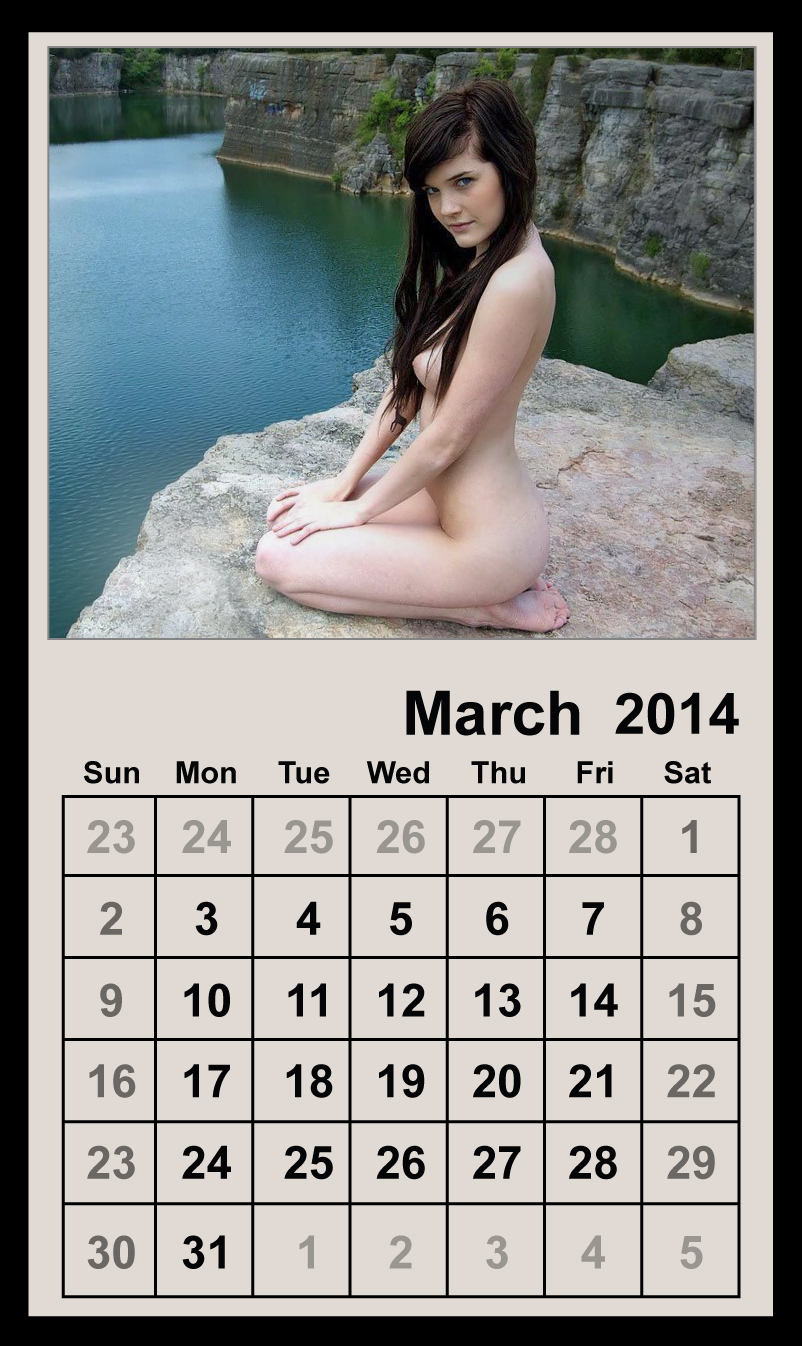
女性裸体日历

裸體日曆是一种帶有裸体模特照片的日历。在英国，一些人聲稱为慈善事业筹集资金而制作了裸体日历。 
此外一些運動代表團为了提高知名度也制作了裸体日历，例如參加2000年悉尼夏季奥运会的澳大利亚国家女子足球队、2001年和2002年的加拿大越野滑雪队以及2008年加拿大女子冬季两项代表隊。